# Lokatorka
Lokatorka (ang. A Love Song for Bobby Long) – amerykański dramat filmowy z 2004 roku w reżyserii Shainee Gabel.

## Opis fabuły
Młoda kobieta Pursy Will (Johansson) dowiaduje się o śmierci swojej matki. Wraca w swoje rodzinne strony do Nowego Orleanu. Po pogrzebie postanawia przeprowadzić się do domu swojej matki. Okazuje się, że jest on w opłakanym stanie i do tego mieszkają w nim dwaj wiecznie pijani mężczyźni – były profesor literatury Bobby Long (Travolta) oraz jego uczeń Lawson Pines (Macht), który od dziewięciu lat bezskutecznie próbuje napisać biografię Longa. Pursy decyduje się dzielić z nimi dom.

## Obsada
- Scarlett Johansson – Pursy Will
- John Travolta – Bobby Long
- Gabriel Macht – Lawson Pines
- Deborah Kara Unger – Georgianna
- Dane Rhodes – Cecil
- Clayne Crawford – Lee
- David Jensen – Junior
- Carol Sutton – Ruthie
- Sonny Shroyer – Earl
- Walter Breaux – Ray